# Rio do Índio
O rio do Índio é um curso de água do estado de Santa Catarina, no Brasil.